# Persephonaster exquisitus
Persephonaster exquisitus is een kamster uit de familie Astropectinidae.
De wetenschappelijke naam van de soort werd in 1988 gepubliceerd door Jangoux & Aziz.